# Velká Pleš
Národní přírodní rezervace Velká Pleš byla vyhlášena roku 1984 a rozkládá se nad pravým břehem řeky Berounky dva až tři kilometry západně od obce Branov. Hlavním předmětem ochrany je bezlesí vrcholových partií dvou kopců (Velká Pleš, 500 m, a Malá Pleš, 452 m), tzv. pleše, konkrétně primitivní půdy, společenstva skalních spár, xerofilní trávníky a suťové lesy na svazích. Pleše jsou místem výskytu řady reliktních druhů rostlin i živočichů, zvláště bezobratlých.

## Flóra
V rezervaci roste na 340 druhů cévnatých rostlin, např. vzácná kapradinka skalní. Ze vzácných druhů hub lze jmenovat nelupenatou dřevní houbou vidlenkou krémovou.

## Mykoflóra
V roce 1978 byl během příprav vyhlášení několika rezervací v oblasti Křivoklátska proveden jejich jednorázový mykologický průzkum. Na území rezervace Velká Pleš byly nalezeny mimo jiné rezavec štětinatý (Inonotus hispidus), rezavec pokožkový (Inonotus cuticularis), korálovec ježatý (Hericium erinaceus), slizečka ocasatá (Oudemansiella radicata), štítovka bílá (Pluteus pellitus), pohárovka obecná nepatrná (Crucibulum laeve var. exiguum), hvězdák vlhkoměrný (Astraeus hygrometricus) a bedla útlá (Macrolepiota mastoidea s. l.). V blízkosti rezervace rostla nehojná lakovka zakroucená (Laccaria tortilis).

## Fauna
Z brouků zde žijí mj. vzácní tesaříci Leioderus kollari, Phymatodes pusillus, kovařík Pseudanostirus globicollis nebo krasec Coraebus undatus. V oblasti byly potvrzeny dva druhy reliktních nosatčíků, Apion oblivium a Apion hoffmanni. Pouze zde a na Týřově žije v Čechách krasec Acmaeodera degener. Při průzkumu motýlů bylo zjištěno 65 druhů, z nichž patnáct je hodnoceno jako v Čechách vzácných, např. bourovec zejkovaný. U řeky žije skokan skřehotavý, mlok skvrnitý či užovka podplamatá.